# Laguna del Pelado
Laguna del Pelado är en sjö i Chile.   Den ligger i regionen Región de Coquimbo, i den centrala delen av landet, 270 km norr om huvudstaden Santiago de Chile. Laguna del Pelado ligger 3 590 meter över havet.
Trakten runt Laguna del Pelado är ofruktbar med lite eller ingen växtlighet. Trakten runt Laguna del Pelado är nära nog obefolkad, med mindre än två invånare per kvadratkilometer.